# Шеллефтео
Шелле́фтео (швед. Skellefteå) — город на северо-востоке Швеции, в лене Вестерботтен, на реке Шеллефтеэльвен. Центр одноимённой коммуны. Через город проходит европейский автомобильный маршрут E04. В 17 км к югу находится аэропорт Шеллефтео (швед.). В городе расположены металлургические предприятия компании Boliden AB (шв.), гидроэлектростанция компании Skellefteå Kraft (шв.), компания Tieto.

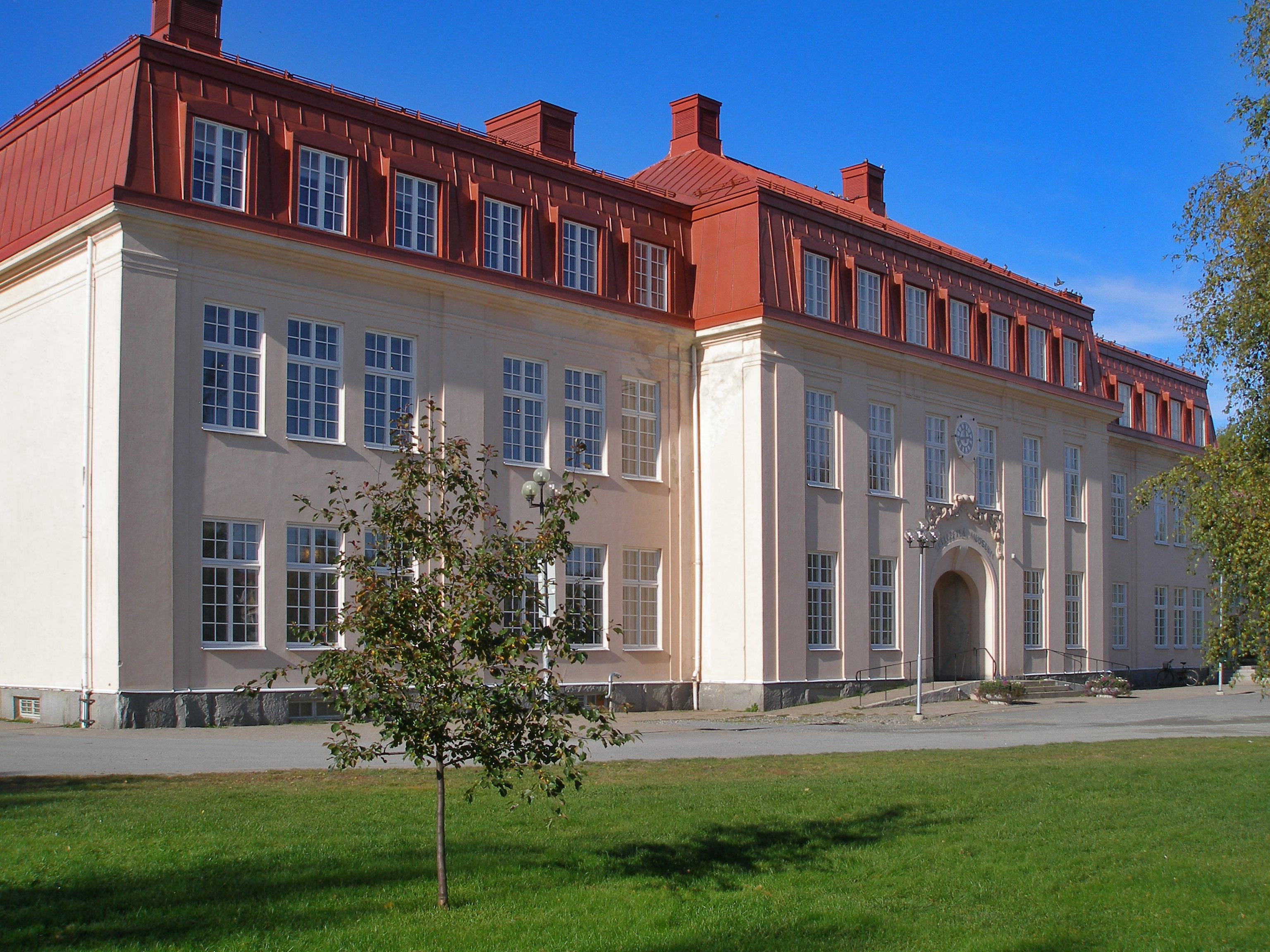
Музей Шеллефтео

В городе родился шведский писатель, автор известной трилогии «Миллениум» Стиг Ларссон. Название города упоминается в книге «Девушка с татуировкой дракона» — именно туда едет дочь главного героя в летний лагерь библейской школы общины «Свет жизни».
Город известен и своей одноименной хоккейной командой. По версии Hockey Archives, в сезоне 2012/2013 она заняла третье место среди клубов Европы, включая КХЛ.